# Метацентрична висота

Відрізок mG — метацентрична висота

Метацентри́чна висота́ — це величина перевищення метацентру над центром ваги тіла (судна), що плаває. Чим більший цей параметр, тим вищою є початкова остійність судна. 

## Основні поняття
Якщо метацентр розташований вище від центру ваги, то метацентрична висота є позитивною. У цьому випадку сила підтримки прикладена ближче до борта, ніж сила ваги судна. Ця пара сил, відповідно створює відновлювальний момент, що прагне повернути судно в нормальне (початкове) положення (див. рисунок).
При набутті від'ємного значення метацентричної висоти, то ближче до борту, переміститься сила ваги і утворений парою цих сил момент, буде намагатись перекинути судно, у результаті чого воно втрачає здатність плавати без крену. Відповісти на запитання «чи перекинеться судно, що має від'ємну метацентричну висоту?» не є можливим, оскільки метацентрична теорія остійності вірна лише при нахилах судна, що не перевищують 10 градусів.
Чинними нормами остійності негативна метацентрична висота не допускається. Радикальним заходом підвищення остійності є збільшення ширини судна або зниження його центру ваги. Невеликого підвищення метацентричної висоти можна досягти також зміною форми підводної частини судна (підвищенням центру величини, збільшенням коефіцієнта повноти вантажної ватерлінії або зменшенням коефіцієнта загальної повноти). При великих кутах крену метацентричні формули не забезпечують необхідної точності, і відновлювальний момент визначають за діаграмою остійності.
У разі збігу метацентра з центром ваги сила ваги і сила підтримки діють вздовж однієї лінії, момент не утворюється, судно перебуває в стані байдужої рівноваги, тобто, воно не перекинеться коли нахиляється, але й не повернеться в початкове положення.

## Метацентрична формула
Розрізняють поперечну h і поздовжню H метацентричні висоти корабля. 
Значення метацентричних висот визначають за формулами 
h = zc + r – zg; H = zc + R - zg,
де 
- zc і zg — аплікати центру величини C і центру ваги G судна, у відліку від осі повороту m;
- r, R — поперечний (малий) і поздовжній (великий) метацентричні радіуси (mC).

Відновлюючі моменти при малих кутах крену θ чи диференту ψ обчислюють за метацентричними формулами остійності: 
Mθ = γVhθ;  Mψ = γVHψ,
де 
- γ — питома вага води;
- V — об'ємна водотоннажність судна.
- θ і ψ — кути крену і диференту відповідно (в радіанах)

При поздовжніх нахилах фізична сутність остійності подібна за фізичною сутністю до остійності при поперечних нахилах. Мірою початкової остійності при поздовжніх нахилах є поздовжня метацентрична висота H. Величина поздовжньої метацентричної висоти становить 1...1,5 довжини корабля і перевершує поперечну більше ніж у 100 разів, і тому поздовжня остійність корабля значно вища від поперечної остійності. Зазвичай розглядають тільки поперечну остійність.

## Вимоги до значень
Чим більша метацентрична висота, тим більшою є остійність судна, тим швидше повертається воно в пряме положення, коли виведене з нього зовнішніми силами (поривом вітру, ударом хвилі тощо). Для вітрильних суден особливо важливо мати достатню метацентричну висоту, оскільки сили, що діють на вітрило, створюють значний перекидний момент. Тому на деяких типах парусних суден з високими щоглами і великою поверхнею вітрил (яхти) днище судна заповнюють баластом, знижуючи таким чином центр ваги і збільшуючи метацентричну висоту. У вантажні судна, що йдуть порожняком, часто кладуть на дно баласт з метою зниження розташування центр ваги. Відомо, що на верхню палубу торгових суден уникають класти важкі вантажі: вантаж на верхній палубі підвищує положення центра ваги, тобто зменшує метацентричну висоту, а разом з тим і початкову остійність судна.
Поперечна метацентрична висота для різних класів кораблів є різною. Так, наприклад, для крейсерів h = 0,9...1,5 м, для ескадрених міноносців h = 0,7...1 м, для підводних човнів h = 0,30...0,45 м. 
У Правилах класифікаційних товариств, що здійснюють нагляд за технічною експлуатацією суден, заборонено експлуатацію суден,що мають метацентричну висоту меншу за 0,2 м.